# Hry malých států Evropy

Medaile z Her malých států Evropy

Hry malých států Evropy (anglicky Games of the Small States of Europe, zkratka GSSE) jsou mezinárodní sportovní soutěže, které pořádají od roku 1985 národní olympijské výbory nezávislých evropských zemí s počtem obyvatel do 1 milionu. Hry se konají v každém lichém roce v květnu nebo červnu, soutěží se pouze v letních sportech.
Od vzniku v roce 1985 se her do roku 2009 účastnilo osm zemí: Island, Kypr, Lucembursko, Malta, Lichtenštejnsko, Andorra, Monako a San Marino. Od roku 2009 přibyla k účastníkům jako devátá země Černá Hora, v roce 2021 se měl poprvé představit také Vatikán, ovšem hry byly kvůli přeložení Letních olympijských her 2020 zrušeny. Kypr na hrách soutěží i poté, co jeho počet obyvatel přesáhl milion (včetně mezinárodně neuznávané Severokyperské turecké republiky).

## Pořadatelská města

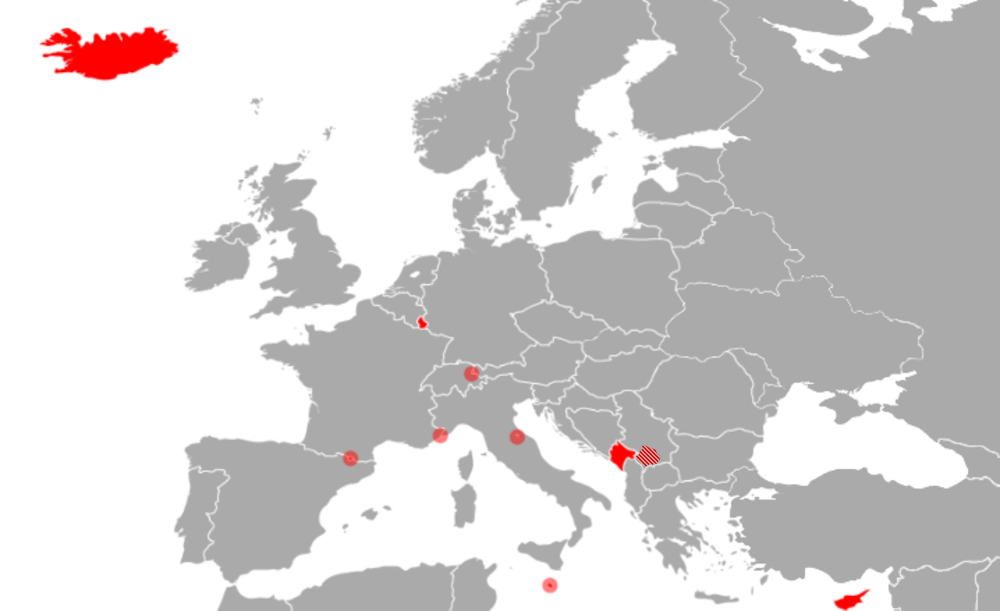
Účastníci her na mapě Evropy

| Poř. | Rok       | Město            | Země            |
| ---- | --------- | ---------------- | --------------- |
| 1.   | HMSE 1985 | San Marino       | San Marino      |
| 2.   | HMSE 1987 | Monaco-Ville     | Monako          |
| 3.   | HMSE 1989 | Nikósie          | Kypr            |
| 4.   | HMSE 1991 | Andorra la Vella | Andorra         |
| 5.   | HMSE 1993 | Valletta         | Malta           |
| 6.   | HMSE 1995 | Lucemburk        | Lucembursko     |
| 7.   | HMSE 1997 | Reykjavík        | Island          |
| 8.   | HMSE 1999 | Vaduz            | Lichtenštejnsko |
| 9.   | HMSE 2001 | San Marino       | San Marino      |
| 10.  | HMSE 2003 | Valletta         | Malta           |
| 11.  | HMSE 2005 | Andorra la Vella | Andorra         |
| 12.  | HMSE 2007 | Monaco-Ville     | Monako          |
| 13.  | HMSE 2009 | různá místa      | Kypr            |
| 14.  | HMSE 2011 | různá místa      | Lichtenštejnsko |
| 15.  | HMSE 2013 | Lucemburk        | Lucembursko     |
| 16.  | HMSE 2015 | Reykjavík        | Island          |
| 17.  | HMSE 2017 | San Marino       | San Marino      |
| 18.  | HMSE 2019 | Budva            | Černá Hora      |
| 19.  | HMSE 2021 | Andorra la Vella | Andorra         |
| 19.  | HMSE 2023 | Valletta         | Malta           |

## Sporty
Sporty, které musí být na každých hrách:
- Atletika
- Judo
- Plavání
- Tenis
- Stolní tenis
- Sportovní střelba
- Basketbal
- Volejbal

Sporty, o jejichž zařazení rozhoduje pořadatelská země:
- Plážový volejbal
- Boccia
- Cyklistika
- Sportovní gymnastika
- Squash
- Taekwondo
- Horská kola
- Jachting

## Medailové pořadí
Stav po hrách v roce 2019.
| Poř. | Stát            | Zlato | Stříbro | Bronz | Celkem |
| ---- | --------------- | ----- | ------- | ----- | ------ |
| 1.   | Island          | 498   | 380     | 381   | 1259   |
| 2.   | Kypr            | 489   | 425     | 369   | 1283   |
| 3.   | Lucembursko     | 395   | 398     | 370   | 1163   |
| 4.   | Monako          | 134   | 161     | 240   | 535    |
| 5.   | Malta           | 73    | 144     | 202   | 419    |
| 6.   | Lichtenštejnsko | 73    | 78      | 100   | 251    |
| 7.   | San Marino      | 62    | 113     | 148   | 323    |
| 8.   | Černá Hora      | 50    | 18      | 38    | 106    |
| 9.   | Andorra         | 48    | 93      | 129   | 270    |